# Wittelsberg
Wittelsberg ist ein Ortsteil der Gemeinde Ebsdorfergrund im Osten des mittelhessischen Landkreises Marburg-Biedenkopf.

## Geografische Lage

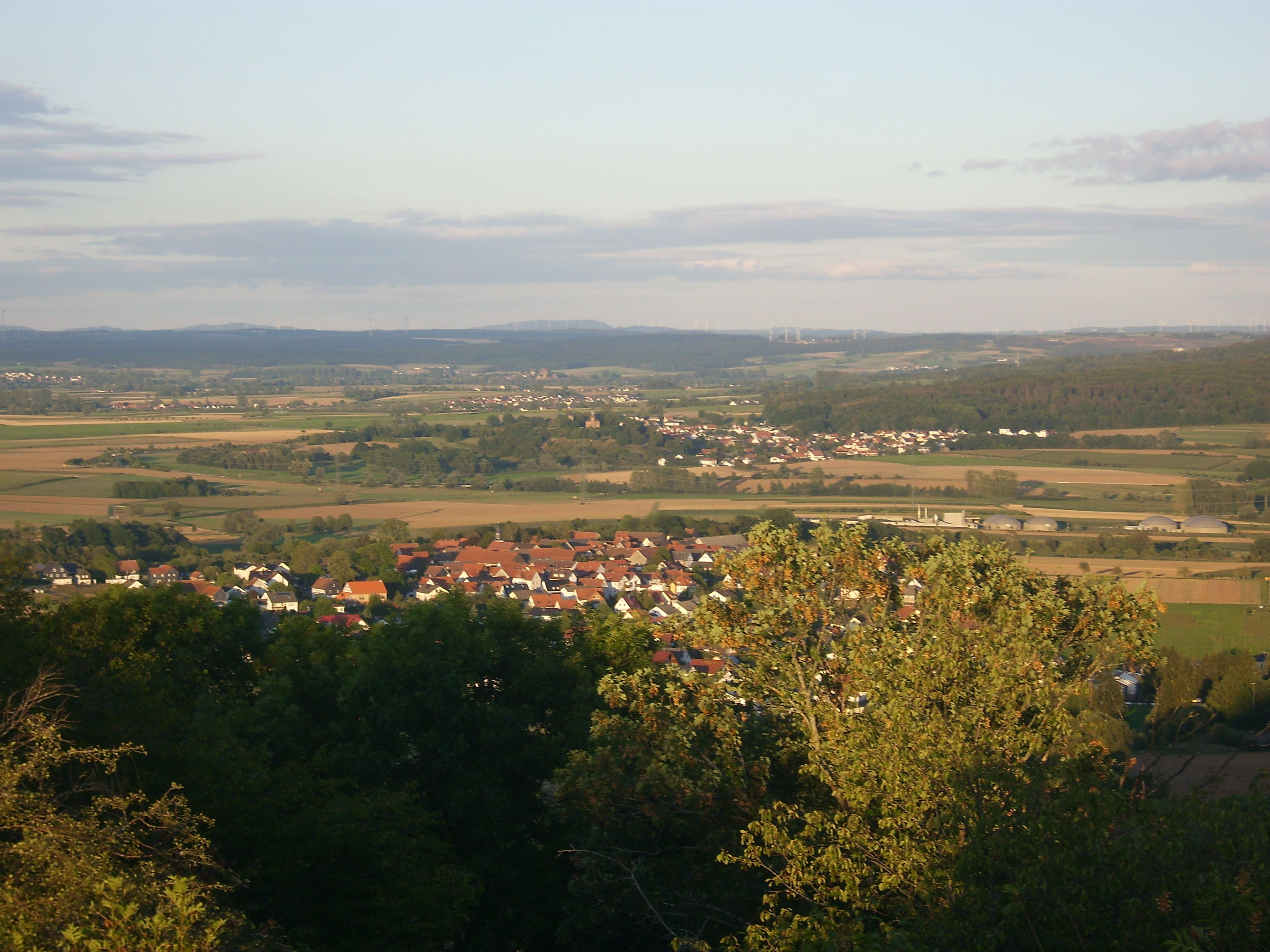
Wittelsberg (Bildmitte) vom Frauenberg aus gesehen; links des Dorfs Warte und Pfarrkirche, rechts die ansteigende Hochfläche des Vorderen Vogelsbergs.
Im Vordergrund Beltershausen, im fernen Hintergrund der 592 m hohe Rimberg

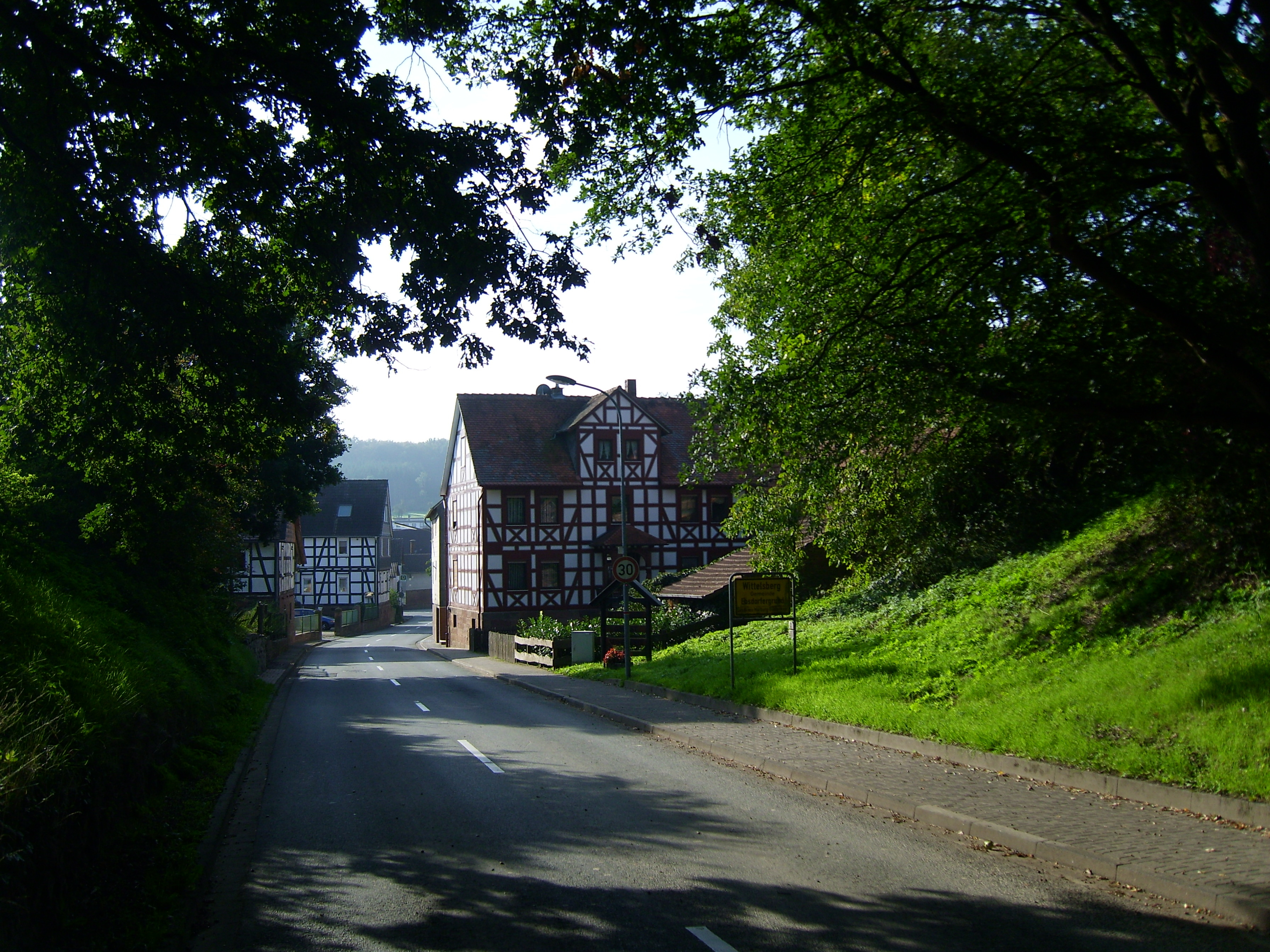
Ortseingang von Richtung Moischt über einen Hohlweg

Wittelsberg liegt ca. 8 km südöstlich von Marburg. Die Siedlung liegt am südlichen Rand des Amöneburger Beckens zum Vorderen Vogelsberg, am Rande des Einzugsgebietes der Zwester Ohm, die durch den das Dorf von Osten durchfließenden Wittelsberger Bach gespeist wird, der schließlich nach Südwesten abfließt. Unmittelbar östlich und nördlich des Dorfes verläuft die Wasserscheide zur Ohm, welche von nördlich des Kirchbergs schließlich als flache Schwelle nach Nordwesten in Richtung Moischt verläuft und sich vom Osten des Dorfes über den Vorderen Vogelsberg zum eigentlichen Vogelsberg im Südosten, wo die Ohm entspringt, zieht. Der Kirchberg ist ein Hügel aus Tuffgestein, der, nur 300 m nordwestlich des Dorfzentrums, dieses um rund 30 m überragt. Die auf dem Kirchberg errichtete Wittelsberger Warte bildet das Wahrzeichen des Dorfes wie auch die Wappenfigur der Großgemeinde.
Von seiner baulichen Anlage her ist Wittelsberg ein geschlossenes Dorf mit regellosem Grundriss. Den alten Dorfkern dominieren Fachwerkhäuser, darunter diverse Bauernhöfe; im Süden des Ortes befindet sich eine moderne Wohnsiedlung. In der Ortsmitte treffen Straßen von den Nachbarorten Schröck, Moischt, Heskem und Rauischholzhausen aufeinander. Erst im Jahre 2006 wurde die Ortsumgehung der Landesstraße Fronhausen–Kirchhain abgeschlossen, so dass sich das Verkehrsaufkommen im Dorf spürbar reduziert hat. Neben zwei Abfahrten von der Landesstraße führt nur noch die Moischter Straße regulär von außen in den Ort hinein. Demgegenüber sind die ehemaligen Straßen von Heskem und Rauischholzhausen inzwischen zu Wander- und Landwirtschaftswegen umfunktioniert worden.

## Geschichte

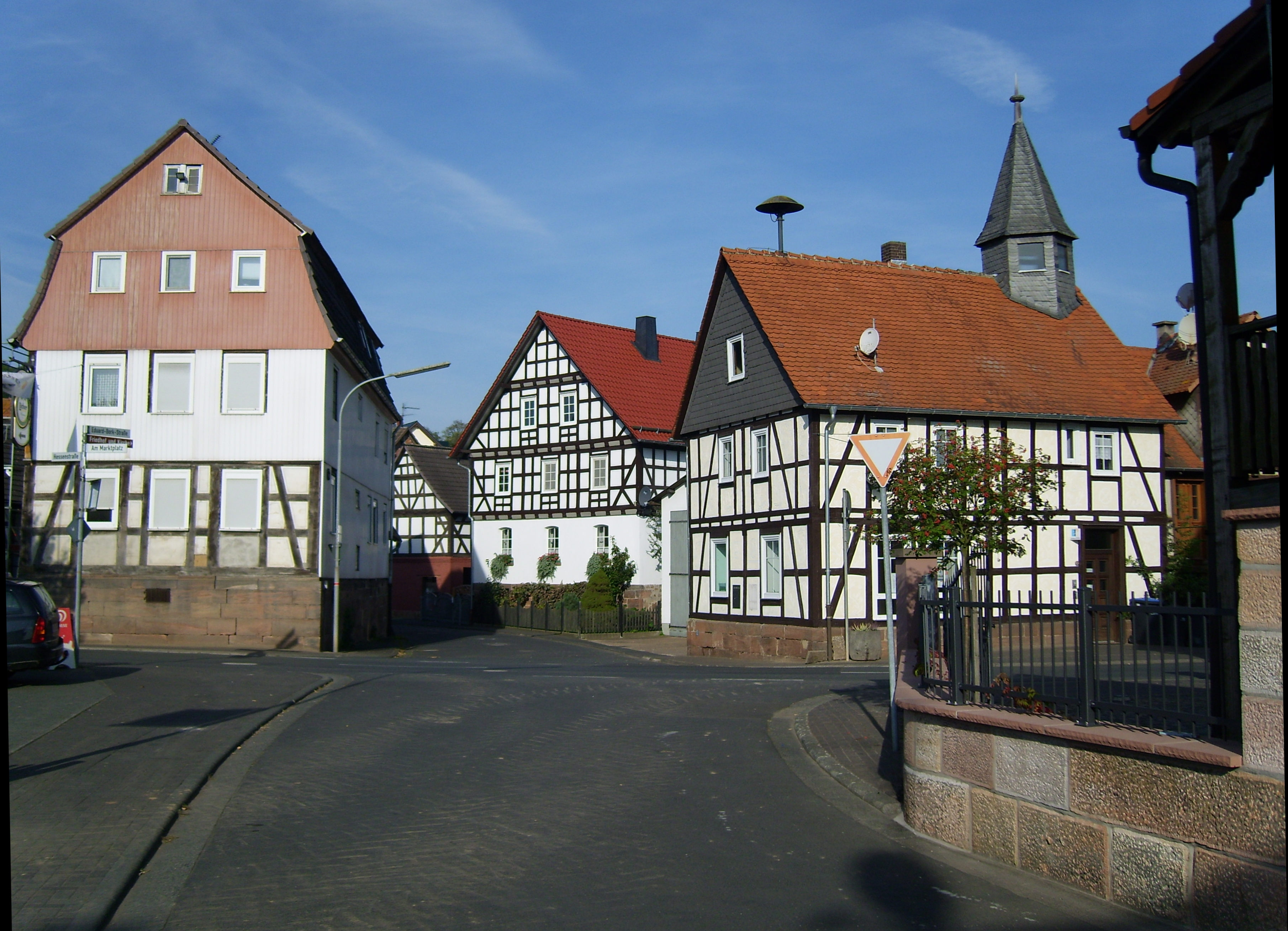
Dorfkern, wo Hessenstraße, Eduard-Bork-Straße und Am Marktplatz aufeinandertreffen.

### Ortsgeschichte
Unter dem Namen Widdelesbere wurde der Ort um 1130 bekanntermaßen erstmals urkundlich erwähnt. Es folgten weiter Erwähnungen unter verschiedenen Namen Wydelberg (1243), Wihttelesber (um 1248), Wittilsberg (1267), Withelesberg (1267) und schließlich Wittelsberg (1577).
Im Mittelalter durchzog den Ort die Straße durch die nördlichen Lange Hessen von der Straßmühle bei Hachborn zur Brücker Mühle bei Amöneburg und Kirchhain.
Juden sind seit Mitte des 18. Jahrhunderts in Wittelsberg nachweisbar. 1885 lebten 27 jüdische Mitbürgerinnen und Mitbürger im Dorf, was knapp 6 % der Ortsbevölkerung entsprach. Sie gehörten zur jüdischen Gemeinde in Rauischholzhausen und gingen in die dortige Synagoge. Ihre Toten bestatteten sie auf dem jüdischen Friedhof Rauischholzhausen. Im 1. Weltkrieg sind drei Wittelsberger Juden gefallen. Sie sind auf dem Gefallenendenkmal neben der evangelischen Kirche genannt. Für sie und die drei gefallenen jüdischen Bürger aus Rauischholzhausen wurde auch in der dortigen Synagoge eine Gedenktafel angebracht. 1932 gehörten noch acht Bewohnerinnen und Bewohner aus Wittelsberg zur jüdischen Gemeinde in Rauischholzhausen. Während der NS-Zeit sind eine Jüdin und ein Jude aus Wittelsberg umgekommen. Nach 1942 lebten in Wittelsberg keine Juden mehr.
Im Zuge der Gebietsreform in Hessen wurde die bis dahin selbständige Gemeinde Wittelsberg zum 1. April 1972 auf freiwilliger Basis in die am 31. Dezember 1971 aus den Gemeinden Dreihausen und Heskem neu gebildete Gemeinde Ebsdorfergrund eingegliedert. Für alle ehemals eigenständigen Gemeinden Ebsdorfergrunds wurden Ortsbezirke mit Ortsbeirat und Ortsvorsteher nach der Hessischen Gemeindeordnung gebildet.

### Verwaltungsgeschichte im Überblick
Die folgende Liste zeigt die Staaten und Verwaltungseinheiten, denen Wittelsberg angehört(e):
- vor 1567: Heiliges Römisches Reich, Landgrafschaft Hessen, Gericht Frauenberg (Gericht Frauenberg (auch Gericht Wittelsberg) bestand aus den Orten: Wittelsberg als Gerichtsort, Beltershausen, Bortshausen und Moischt)[7]
- ab 1567: Heiliges Römisches Reich, Landgrafschaft Hessen-Marburg, Amt Marburg[8]
- ab 1592: Heiliges Römisches Reich, Landgrafschaft Hessen-Marburg, Amt Kirchhain
- 1604–1648: strittig zwischen Landgrafschaft Hessen-Darmstadt und Landgrafschaft Hessen-Kassel (Hessenkrieg)
- ab 1648: Heiliges Römisches Reich, Landgrafschaft Hessen-Kassel, Amt Kirchhain
- ab 1806: Landgrafschaft Hessen-Kassel, Amt Kirchhain
- 1807–1813: Königreich Westphalen, Departement der Werra, Distrikt Marburg, Kanton Amöneburg
- ab 1815: Kurfürstentum Hessen, Amt Kirchhain[9]
- ab 1821: Kurfürstentum Hessen, Provinz Oberhessen, Kreis Marburg[10][Anm. 1]
- ab 1848: Kurfürstentum Hessen, Bezirk Marburg
- ab 1851: Kurfürstentum Hessen, Provinz Oberhessen, Kreis Marburg
- ab 1867: Königreich Preußen, Provinz Hessen-Nassau, Regierungsbezirk Kassel, Kreis Marburg
- ab 1871: Deutsches Reich, Königreich Preußen, Provinz Hessen-Nassau, Regierungsbezirk Kassel, Kreis Marburg
- ab 1918: Deutsches Reich, Freistaat Preußen, Provinz Hessen-Nassau, Regierungsbezirk Kassel, Kreis Marburg
- ab 1944: Deutsches Reich, Freistaat Preußen, Provinz Kurhessen, Landkreis Marburg
- ab 1945: Deutsches Reich, Amerikanische Besatzungszone, Groß-Hessen, Regierungsbezirk Kassel, Landkreis Marburg
- ab 1946: Deutsches Reich, Amerikanische Besatzungszone, Hessen, Regierungsbezirk Kassel, Landkreis Marburg
- ab 1949: Bundesrepublik Deutschland, Hessen, Regierungsbezirk Kassel, Landkreis Marburg
- ab 1972: Bundesrepublik Deutschland, Hessen, Regierungsbezirk Kassel, Landkreis Marburg, Gemeinde Ebsdorfergrund
- ab 1974: Bundesrepublik Deutschland, Hessen, Regierungsbezirk Kassel, Landkreis Marburg-Biedenkopf, Gemeinde Ebsdorfergrund
- ab 1981: Bundesrepublik Deutschland, Hessen, Regierungsbezirk Gießen, Landkreis Marburg-Biedenkopf, Gemeinde Ebsdorfergrund

### Gerichte seit 1821
Mit Edikt vom 29. Juni 1821 wurden in Kurhessen Verwaltung und Justiz getrennt. Der Kreis Marburg wurde für die Verwaltung eingerichtet und das Landgericht Marburg war als Gericht in erster Instanz für Wittelsberg zuständig. 1850 wurde das Landgericht in Justizamt Marburg umbenannt. Nach der Annexion Kurhessens durch Preußen erfolgte am 1. September 1867 die Umbenennung des Justizamtes in Amtsgericht Marburg. Auch mit dem Inkrafttreten des Gerichtsverfassungsgesetzes von 1879 blieb das Amtsgericht unter seinem Namen bestehen.

## Bevölkerung

### Einwohnerstruktur 2011
Nach den Erhebungen des Zensus 2011 lebten am Stichtag dem 9. Mai 2011 in Wittelsberg 897 Einwohner. Darunter waren 21 (2,3 %) Ausländer.
Nach dem Lebensalter waren 162 Einwohner unter 18 Jahren, 369 zwischen 18 und 49, 189 zwischen 50 und 64 und 174 Einwohner waren älter. Die Einwohner lebten in 405 Haushalten. Davon waren 129 Singlehaushalte, 99 Paare ohne Kinder und 123 Paare mit Kindern, sowie 42 Alleinerziehende und 12 Wohngemeinschaften. In 72 Haushalten lebten ausschließlich Senioren und in 276 Haushaltungen leben keine Senioren.

### Einwohnerentwicklung
| Quelle: Historisches Ortslexikon |                                                                                           |
| • 1630:                          | 29 Hausgesesse (8 vierspännige, 3 dreispännige, 4 einspännige Ackerleute, 14 Einläuftige) |
| • 1681:                          | Hausgesesse                                                                               |
| • 1838:                          | Familien: 38 nutzungsberechtigte, 25 nicht nutzungsberechtigte Ortsbürger, 7 Beisassen    |

| Wittelsberg: Einwohnerzahlen von 1748 bis 2011 | Wittelsberg: Einwohnerzahlen von 1748 bis 2011 | Wittelsberg: Einwohnerzahlen von 1748 bis 2011 | Wittelsberg: Einwohnerzahlen von 1748 bis 2011 | Wittelsberg: Einwohnerzahlen von 1748 bis 2011 |
| --- | ---------------------------------------------- | ---------------------------------------------- | ---------------------------------------------- | ---------------------------------------------- |
| Jahr |                                                |                                                |                                                | Einwohner                                      |
| 1748 | 1748                                           |                                                | 273                                            | 273                                            |
| 1800 | 1800                                           |                                                | ?                                              | ?                                              |
| 1834 | 1834                                           |                                                | 453                                            | 453                                            |
| 1840 | 1840                                           |                                                | 511                                            | 511                                            |
| 1846 | 1846                                           |                                                | 505                                            | 505                                            |
| 1852 | 1852                                           |                                                | 518                                            | 518                                            |
| 1858 | 1858                                           |                                                | 504                                            | 504                                            |
| 1864 | 1864                                           |                                                | 476                                            | 476                                            |
| 1871 | 1871                                           |                                                | 459                                            | 459                                            |
| 1875 | 1875                                           |                                                | 476                                            | 476                                            |
| 1885 | 1885                                           |                                                | 475                                            | 475                                            |
| 1895 | 1895                                           |                                                | 486                                            | 486                                            |
| 1905 | 1905                                           |                                                | 507                                            | 507                                            |
| 1910 | 1910                                           |                                                | 512                                            | 512                                            |
| 1925 | 1925                                           |                                                | 557                                            | 557                                            |
| 1939 | 1939                                           |                                                | 567                                            | 567                                            |
| 1946 | 1946                                           |                                                | 817                                            | 817                                            |
| 1950 | 1950                                           |                                                | 774                                            | 774                                            |
| 1956 | 1956                                           |                                                | 718                                            | 718                                            |
| 1961 | 1961                                           |                                                | 721                                            | 721                                            |
| 1967 | 1967                                           |                                                | 733                                            | 733                                            |
| 1980 | 1980                                           |                                                | ?                                              | ?                                              |
| 1990 | 1990                                           |                                                | ?                                              | ?                                              |
| 2000 | 2000                                           |                                                | ?                                              | ?                                              |
| 2011 | 2011                                           |                                                | 897                                            | 897                                            |
| Datenquelle: Historisches Gemeindeverzeichnis für Hessen: Die Bevölkerung der Gemeinden 1834 bis 1967. Wiesbaden: Hessisches Statistisches Landesamt, 1968. Weitere Quellen: LAGIS; Zensus 2011 |                                                |                                                |                                                |                                                |

### Historische Religionszugehörigkeit
| Quelle: Historisches Ortslexikon |                                                                   |
| • 1861:                          | 469 evangelisch-lutherische, 21 jüdische Einwohner                |
| • 1885:                          | 448 evangelische (= 94,32 %), 27 jüdische (= 5,68 %) Einwohner    |
| • 1961:                          | 690 evangelische (= 95,70 %), 25 katholische (= 3,47 %) Einwohner |

### Historische Erwerbstätigkeit
| Quelle: Historisches Ortslexikon | |
| • 1748:                          | Erwerbspersonen: 5 Schmiede, 5 Leineweber, 5 Schneider, ein Wagner, ein Maurer, ein Bender. zwei Wirte, zwei Branntweinbrenner, ein Braumeister, ein Schlachter (Jude), 5 Tagelöhner |
| • 1838:                          | Familien: 28 Ackerbau, 20 Gewerbe, 22 Tagelöhner |
| • 1961:                          | Erwerbspersonen: 135 Land- und Forstwirtschaft, 136 Produzierendes Gewerbe, 31 Handel und Verkehr, 35 Dienstleistungen und Sonstiges                                                 |

## Kultur und Sehenswürdigkeiten

### Bauwerke

#### Warte

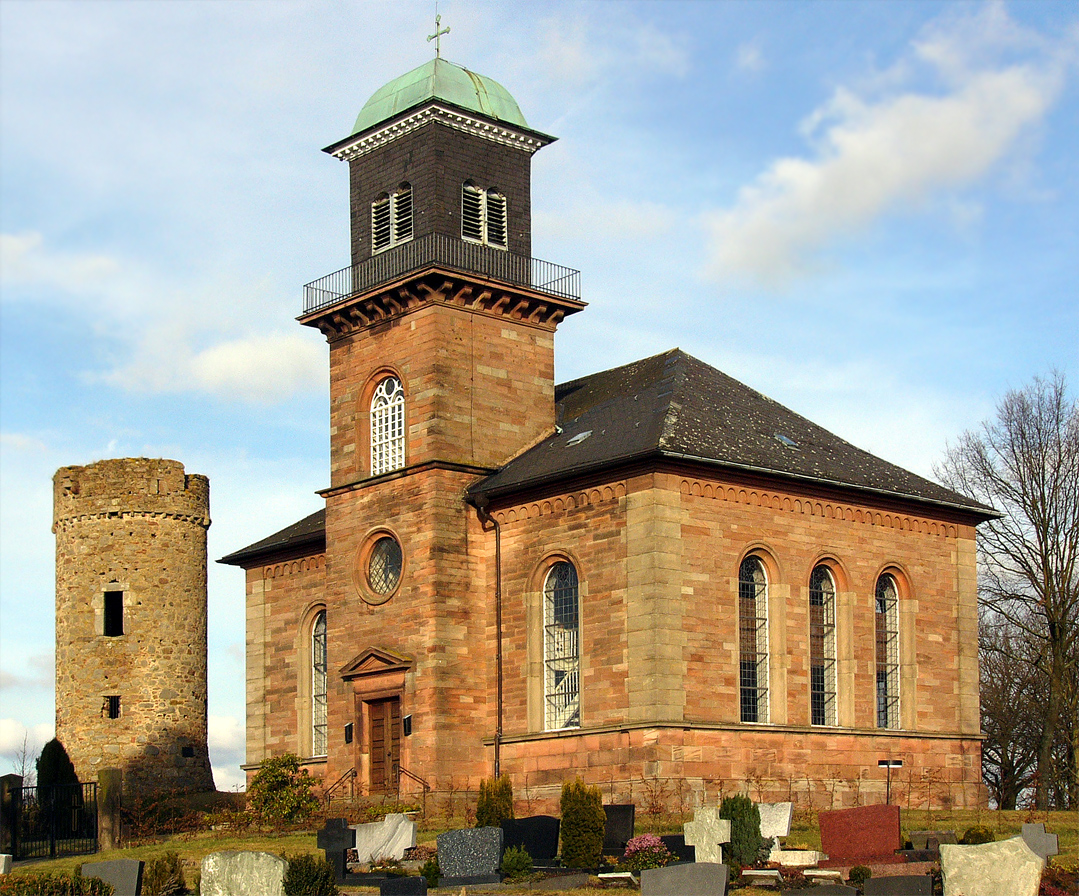
Evangelische Pfarrkirche von 1844 und Landwarte von 1431

Die als Ruine erhalten gebliebene Wittelsberger Warte von 1431, ein Rundturm mit Wall und Graben unmittelbar neben der Pfarrkirche, diente den hessischen Landgrafen dazu, die durch den Ort führenden Fernstraße Lange Hessen zu überwachen. Landgraf Ludwig I. ließ die Warte als äußerstes Grenzwerk der hessischen Macht erbauen, als Vorposten für die Burg Frauenberg bei Beltershausen. Von hier aus suchte man sich gegen Kurmainz zu verteidigen, nachdem die Territorialkämpfe beendet waren. Der Festungsturm mit hochgelegenem Eingang weist schlitzförmige, senkrechte Schießscharten auf für die Verwendung von Armbrüsten. Von der erhöhten Lage auf dem Kirchberg reicht der Blick heute weit über das Gebiet der Gemeinde Ebsdorfergrund. Der Wartturm, der zu den ältesten Bauwerken im Ebsdorfergrund gehört, wird im Volksmund „die Schanze“ genannt.

#### Pfarrkirche
Die evangelische Pfarrkirche wurde 1844 auf dem Kirchberg unmittelbar neben der mittelalterlichen Landwarte errichtet. In Verbindung mit dem Wartturm bietet sie nach Norden und Osten das Bild einer aus der Ebene aufsteigenden Ritterburg. Ein Laubengang aus Hainbuchen führt oberhalb des Dorfes den Hügel hinauf zur Kirche.

### Vereine
Im Dorf gibt es mehrere Vereine, darunter die Freiwillige Feuerwehr, einen Gesangsverein, einen Sportverein, einen Schützenverein, einen Geflügelzuchtverein, einen Verschönerungsverein und die Dorfgemeinschaft.

## Infrastruktur
Wiitelsberg lag an der 1905 eröffneten Marburger Kreisbahn, deren Personenverkehr nach gut einem halben Jahrhundert 1956 endete; der Abbau erfolgte 1973. Das Bahnhofsgebäude steht heute noch.
In Wittelsberg besteht eine Grundschule. 

## Persönlichkeiten
- Konrad Preiß (1817–1894), Landwirt und Politiker
- Yargo De Lucca (1925–2008), Maler, Grafiker und Skulpteur